# Grevskapet Oldenburg
Grevskapet Oldenburg (Latin Oldenburgensis eller Oldenburgicus Comitatus) var ett territorium i det Heliga romerska riket av tysk nation (ty. Heiliges Römisches Reich Deutscher Nation, la. Sacrum Romanum Imperium Nationis Germanicæ), som till 1500 hörde till den Niederrheinisch-Westfaliska kejserliga kretsen och efter 1653 till det Westfaliska grevskapets kollegium.